# 李少元
李少元（1915年—1984年），中国人民解放军将领、中国人民解放军开国少将。
曾任39军政委。1955年，授予中国人民解放军少将。